# Кампсис крупноцветковый
Ка́мпсис крупноцветко́вый (лат. Campsis grandiflora) — крупная многолетняя листопадная лиана с яркими декоративными цветками из семейства Бигнониевые (Bignoniaceae).

## Название
Научное латинское родовое название campsis образовано от греческого глагола kampe — склоняться, загибаться и дано по форме загнутых тычиночных нитей.
Видовой эпитет grandiflora образован от корней латинских слов grandis — крупный, большой и flos (в род. пад. floris) — цветок, либо от основы глагола floreo — цвести
.

## Ботаническое описание
Побеги — одревесневающие лианы, достигающие 6—10 метров в длину. Прикрепляются к вертикальным поверхностям с помощью редко расположенных воздушных корешков, врастающих в пористые материалы — кору опорных деревьев, камень, строительный кирпич и т. п.
Листья длиной 4—13 см, сложные непарноперистые с 7—9 листочками. Черешки листочков 5(—10) мм, форма от овально-яйцевидной до овально-ланцетовидной, 3—6(—9) х 1,5—3(—5) см. Поверхность гладкая, основание широко-клиновидное, край зубчатый, кончик расширенно заостренный. Жилкование пальчатое, 6—7 вторичных жилок с каждой стороны от центральной. Растение листопадное.
Соцветия — короткие метелки на концах побегов. Ось соцветия длиной 15—20 см.
Чашечка колокольчиковидная, около 3 см, рассечённая на половину высоты. Доли ланцетовидные, около 1,5 см.
Венчик красный снаружи и оранжево-красный изнутри, длиной около 5 см, доли отгиба округлые. Период цветения май—август с первой наиболее активной волной цветения в начале периода и спорадическим появлением отдельных соцветий в дальнейшем.
Тычинки короче отгиба лепестков, тычиночные нити 2—2,5 см длиной, тычинки перпендикулярно нитям, желтые. Пестик линейный, около 3 см, рыльце сжатое, разделенное на две доли.
Плод — коробочка-стручок, конец закругленный, длиной 7—12 см.
Семена плоские с двумя пленчатыми крылышками.
Количество хромосом 2n=36, 38, 40.

## Распространение и экология
Природный ареал охватывает юго-восточную часть Китая — провинции Фуцзянь, Гуандун, Гуанси, Хэбэй, Шаньдун и Шаньси. Культивируется в Японии, Вьетнаме, Индии, Пакистане, на Тайване.
Опылители — птицы-нектарницы.

### Инвазивность
Несмотря на крупные размеры и активный рост, кампсис крупноцветковый существенно уступает в агрессивности североамериканскому виду кампсис укореняющийся, хотя и может быстро распространяться с помощью корневых отпрысков по большой территории, особенно на плодородных богатых почвах.

## Применение
Вид широко культивируется в качестве декоративного растения в регионах с теплым мягким климатом. Используется для декорирования оград, стен, пергол или трельяжей.
Зоны морозостойкости 6—9. Обмерзание происходит при температурах ниже −10 °С.
Цветение в культуре с июня по август.
Предпочтительное месторасположение — солнечное или полутень, наиболее интенсивное цветение на открытом солнце. Полив умеренный, взрослые экземпляры условно-устойчивы к засухе. Грунт требуется хорошо дренированный.
Обрезка применяется формирующая для поддержания нужных размеров, а также стимулирования образования новых побегов, на концах которых формируются соцветия. Проводится осенью или ранней весной, до начала пробуждения почек.
Рекомендуемый метод размножения — зелеными черенками, так как растения из семян зацветают лишь на 7—8 год.
Вредителями и болезнями поражается редко, встречаются поражения мучнистой росой, грибковые поражения листьев.
Цветки используются в традиционной медицине в качестве диуретика.

## Классификация
Campsis grandiflora (Thunb.) K.Schum.,
Engler, Adolf, Prantl, Karl. Die Natürlichen Pflanzenfamilien nebst ihren Gattungen und wichtigeren Arten, insbesondere den Nutzpflanzen, unter Mitwirkung zahlreicher hervorragender Fachgelehrten begründet (нем.). — Leipzig: W. Engelmann, 1895. — Bd. 3b. — S. 320. — 378 S.

### Таксономическое положение
|  |                                |  |                                                  |                                                  |                       |  | еще 22 семейства в порядке Ясноткоцветные (APG IV, 2016) | еще 22 семейства в порядке Ясноткоцветные (APG IV, 2016) |                                                   |  |  |  | еще 1 вид в роде Кампсис (APG IV, 2016) |
|  |                                |  |                                                  |                                                  |                       |  | еще 22 семейства в порядке Ясноткоцветные (APG IV, 2016) | еще 22 семейства в порядке Ясноткоцветные (APG IV, 2016) |                                                   |  |  |  | еще 1 вид в роде Кампсис (APG IV, 2016) |
|  |                                |  |                                                  | порядок Ясноткоцветные                           |                       |  |                                                          |                                                          | род Кампсис                                       |  |  |  |                                         |
|  |                                |  |                                                  | порядок Ясноткоцветные                           |                       |  |                                                          |                                                          | род Кампсис                                       |  |  |  |                                         |
|  | отдел Цветковые (APG IV, 2016) |  |                                                  |                                                  | семейство Бигнониевые |  |                                                          |                                                          | Кампсис крупноцветковый (APG IV, 2016)            |  |  |  |                                         |
|  | отдел Цветковые (APG IV, 2016) |  |                                                  |                                                  | семейство Бигнониевые |  |                                                          |                                                          |                                                   |  |  |  |                                         |
|  |                                |  | ещё 63 порядка цветковых растений (APG IV, 2016) | ещё 63 порядка цветковых растений (APG IV, 2016) |                       |  |                                                          | еще 81 род в семействе Бигнониевые (APG IV, 2016)        | еще 81 род в семействе Бигнониевые (APG IV, 2016) |  |  |  |                                         |
|  |                                |  |                                                  | ещё 63 порядка цветковых растений (APG IV, 2016) |                       |  |                                                          |                                                          | еще 81 род в семействе Бигнониевые (APG IV, 2016) |  |  |  |                                         |

### Синонимы
- Bignonia chinensis Lam., Encycl. 1: 423 1785.
- Bignonia grandiflora Thunb., Nova Acta Soc. Sci. Upsal. 4: 39 1783. basionym
- Campsis adrepens Lour., Fl. Cochinch. 377 1790.
- Campsis chinensis (Lam.) Voss, Vilm. Blumengärtn. ed. 3 1: 801 1894.
- Gelseminum grandiflorum (Thunb.) Kuntze, Revis. Gen. Pl. 2: 480 1891.
- Incarvillea chinensis Spreng. ex DC., [Illegitimate], Prodr. 9: 237 1845.
- Incarvillea grandiflora Poir., Dict. Sci. Nat. ed. 2, 23: 53 1821.
- Tecoma chinensis (Lam.) K.Koch, Dendrologie 2(1): 307 1872.
- Tecoma grandiflora (Thunb.) Loisel., Herb. Gén. Amateur 5: t. 286 1821.
- Tecoma sinensis Spach, Hist. Nat. Veg. 9: 135 1840.

### Формы и гибриды
- Кампсис крупноцветковый розовоцветная форма ('Campsis grandiflora pink form') — природная форма с цветками от светло-розовой до лососево-розовой окраски[5].
- Кампсис крупноцветковый «Тунберга» ('Campsis grandiflora 'Thunbergii') — природная форма с укороченной трубкой и более широко отогнутыми долями венчика, введен в культуру в Великобритании около 1856 года под названием текомы Тунберга[5].
- «Морнинг Калм» ('Morning Calm') — отобран в арборетуме Джей Си Ролстона (JC Raulston Arboretum), университет Северной Каролины, США. Окраска цветка оранжево-абрикосовая, диаметр около 4 см. (в два раза крупнее чем у кампсиса укореняющегося). Низкая зимостойкость (USDA 6b)[5].